# RB-504P-E Siłok-01
RB-504P-E Siłok-01 (ros. РБ-504П-Э «Силок-01») – rosyjski system walki elektronicznej służący do zwalczania dronów, wykorzystywany przez Siły Zbrojne Federacji Rosyjskiej.

## Historia
System został opracowany przez firmę Sozwiezdije (ros. Созвездие) i pozwala na automatyczne wykrywanie dronów nieprzyjaciela latających na niewielkich wysokościach, ich lokalizowanie oraz zagłuszanie częstotliwości radiowych służących do łączności i komunikacji. System może działać kierunkowo lub dookolnie. Daje to możliwość ochrony własnych oddziałów i obiektów przez rozpoznaniem lub atakiem z powietrza. W 2018 r. został przyjęty na wyposażenie oddziałów armii rosyjskiej i pierwsze systemy zostały dostarczone oddziałom 2 Gwardyjskiej Armii Ogólnowojskowej w Centralnym Okręgu Wojskowym. Wykorzystano go podczas ćwiczeń „Wschód-2018” oraz „Niezniszczalne Bractwo-2018”.  W tym samym roku system został zaprezentowany na Międzynarodowym Forum Wojskowo-Technicznym Armia-2018 na poligonie w Swierdłowsku w Jekaterynburgu. W październiku system trafił do oddziałów rosyjskich stacjonujących w bazie w Tadżykistanie. Aleksandr Bortnikow 7 listopada 2018 r. poinformował, że dzięki systemowi Siłok-01 udało się Federalnej Służbie Bezpieczeństwa udaremnić ataki terrorystyczne z użyciem dronów, które planowały grupy terrorystyczne. Celem ich miały być rozgrywki podczas Mistrzostwa Świata w Piłce Nożnej w Rosji.
System został użyty podczas ćwiczeń „Niezniszczalne Bractwo-2021” oraz Zapad 2021, przeprowadzonych na poligonie Mulino, podczas których jego zadaniem była ochrona stanowiska dowodzenia sił prorosyjskiej koalicji.
W opracowaniu jest wersja rozwojowa nosząca oznaczenie Siłok-02. Umożliwia pełną automatyzację procesu wykrywania i zagłuszania dronów nieprzyjaciela.

## Opis techniczny
System umożliwia jednoczesne zagłuszanie czterech częstotliwości służących do sterowania dronami oraz dwóch kanałów łączności satelitarnej (GLONASS/GPS) wykorzystywanych przez nie do radionawigacji. Kanały sterowania są zagłuszane w przedziale od 420 do 5850 MHz, kanały nawigacyjne od 1150 do 1610 MHz. System pracuje w trybie dookolnym, apertura pionowa w trybie wykrywania wynosi od 0° do 40°, a w trybie zagłuszania do 0° do 17°.

## Użycie bojowe
Pierwsze użycie systemu miało miejsce w Syrii, gdzie wojska rosyjskie uczestniczyły w wojnie domowej. Następnie system został użyty podczas agresji Rosji na Ukrainę w 2022 r. We wrześniu ukraińska 128. Górska Brygada Szturmowa zdobyła jeden egzemplarz systemu Silok-01.